# Urbanización Patricia
La Urbanización Patricia es una urbanización del municipio de Ponferrada, situado en El Bierzo (España), situado cerca de la zona alta de Ponferrada.

## Historia
Se comenzó su construcción en la década de los 90 del siglo pasado, intensificándose en los últimos años.
La estructura de la urbanización está compuesta principalmente de chalés unifamiliares.

## Situación
Se encuentra situada junto a la carretera  LE-142  Ponferrada - Astorga

## Demografía
Evolución de la población
| Gráfica de evolución demográfica de Urbanización Patricia entre 2012 y 2021 |
|                                                                             |
| Población de derecho (2000-2021) según el padrón municipal del INE          |